# 県犬養浄人
県犬養 浄人（あがたいぬかい の きよひと）は、奈良時代の貴族。姓は宿禰。官位は下総少目、防人部領使。

## 概要
天平勝宝7歳（755年）に下総少目のときに防人部領使として筑紫国に向かった。その際、大伴家持に献上した防人たちの歌22首のうち11首が『万葉集』巻20に収められている。

## 伝説
茨城県守谷市にある乙子（おとご）という地名は、浄人が末っ子（当時の言葉で乙子）を可愛がり、成人しても心配であったため、浄人の家とほど近い乙子の地に家を建てて生活させた、という伝説がある。
また、取手市の相馬惣代八幡宮は平将門の出生地であり、母方の祖父であり浄人の末裔の県犬養春枝の館が付近にあったとする伝説がある。